# 테르모필룸 펜덴스
테르모필룸 펜덴스는 테르모필룸속에 속하는 한 종이다.